# Gabriela Alemán
Pour les articles homonymes, voir Alemán.
Gabriela Alemán, née le 30 septembre 1968, est une romancière équatorienne.

## Biographie
Gabriela Alemán est professeur d'Art contemporain à l'Universidad San Francisco de Quito].

## Œuvres
- Maldito corazón, 1996
- Zoom, 1997
- La acróbata del hambre, 1997
- Fuga permanente, 2001
- Body time, 2003
- Poso Wells, 2007
- Álbum de familia, 2010
- La muerte silba un blues, 2014
- Humo, 2017

### Traductions françaises
- « Prison ambrée », traduction de Vanessa Capieu, dans Les Bonnes Nouvelles de l'Amérique latine, Gallimard, «Du monde entier», 2010  (ISBN 978-2-07-012942-3)